# Concerto Melante
Le Concerto Melante est un ensemble de musique baroque allemand sur instruments d'époque, basé à Berlin, qui tire son nom de Georg Philipp Telemann qui créa le pseudonyme à consonance italienne Melante comme anagramme de son propre nom,.

## Historique
Le Concerto Melante fit ses débuts sur la scène musicale internationale en 2008 mais ses musiciens jouaient déjà régulièrement ensemble dans la salle de musique de chambre de la Philharmonie de Berlin depuis 1998 dans la série de concerts intitulée Mitglieder und Gäste der Berliner Philharmoniker auf historischen instrumenten (Membres et invités de l'Orchestre philharmonique de Berlin sur instruments d'époque),.
Les musiciens de l'ensemble appartiennent pour moitié à l'Orchestre philharmonique de Berlin et pour moitié à des ensembles de musique ancienne; certains d'entre eux jouent depuis des années avec les Berlin Barock Solisten, dont Concerto Melante se considère comme le complément,.

## Membres actuels de l'ensemble
- Raimar Orlovsky, violon baroque
- Philipp Bohnen, violon baroque
- Ulrich Knörzer, alto baroque
- Walter Küssner, alto baroque
- Kristin von der Goltz, Violoncelle baroque
- Ulrich Wolff, viole de gambe et violone
- Björn Colell, luth et théorbe
- Léon Berben claviers

## Anciens membres
- Bernhard Forck, violon
- Heidi Gröger, viole de gambe
- Dane Roberts, violone
- Michaela Hasselt, clavecin

## Discographie sélective
- 2009 : Musikalische Kostbarkeiten des Barock
- 2010 : Spirituosa de Georg Philipp Telemann
- 2012 : Sacred Arias, cantates de Christoph Bernhard, Dietrich Buxtehude, Franz Tunder, Nicolaus Bruhns et Johann Philipp Förtsch, avec la soprano Dorothee Mields (CD Deutsche Harmonia Mundi 88697901812)
- 2014 : Musikalisches Opfer de Johann Sebastian Bach
- 2015 : 12 Suonate a quattro de Domenico Gallo